# Poropeltis davillae
Poropeltis davillae är en svampart som beskrevs av Henn. 1904. Poropeltis davillae ingår i släktet Poropeltis, divisionen sporsäcksvampar och riket svampar.   Inga underarter finns listade i Catalogue of Life.